# Бранденбургские ворота
Бранденбу́ргские воро́та (нем. Brandenburger Tor) — триумфальное сооружение в центре Берлина, столицы Германии. Единственные сохранившиеся из восемнадцати бывших городских ворот, главный символ города. 
Расположены в центральном районе Митте на Парижской площади, где бульвар Унтер-ден-Линден сходится с Тиргартеном. В перспективе ворот с востока на запад виднеется «Колонна Победы». Ворота Берлинской таможенной стены были возведены в 1789—1791 годах в ознаменование мира после насильственного усмирения Республики Соединённые Нидерланды вторжением прусских войск в 1787 году и заключения военно-политического союза между Пруссией, Нидерландами и Великобританией. Отсюда второе название: Ворота мира (Friedenstor). Вмешательство в дела Нидерландов в конечном итоге привело к господству Пруссии в Европе.
Бранденбургские ворота — самая известная достопримечательность Берлина и национальный символ Германии, с которым связаны важные исторические события XIX и XX веков. С этим зданием связывали окончание наполеоновских войн и возвращение прусских войск после взятия Парижа в 1814 году через Бранденбург в Берлин. Здесь ежегодно 11 августа отмечали День Конституции. До открытия «железного занавеса» и разрушения берлинской стены 9—10 ноября 1989 года Ворота стояли на границе между Восточным и Западным Берлином. Поэтому до настоящего времени Бранденбургские ворота считаются символом преодоления разделения Германии и Европы.

## Архитектура и история строительства

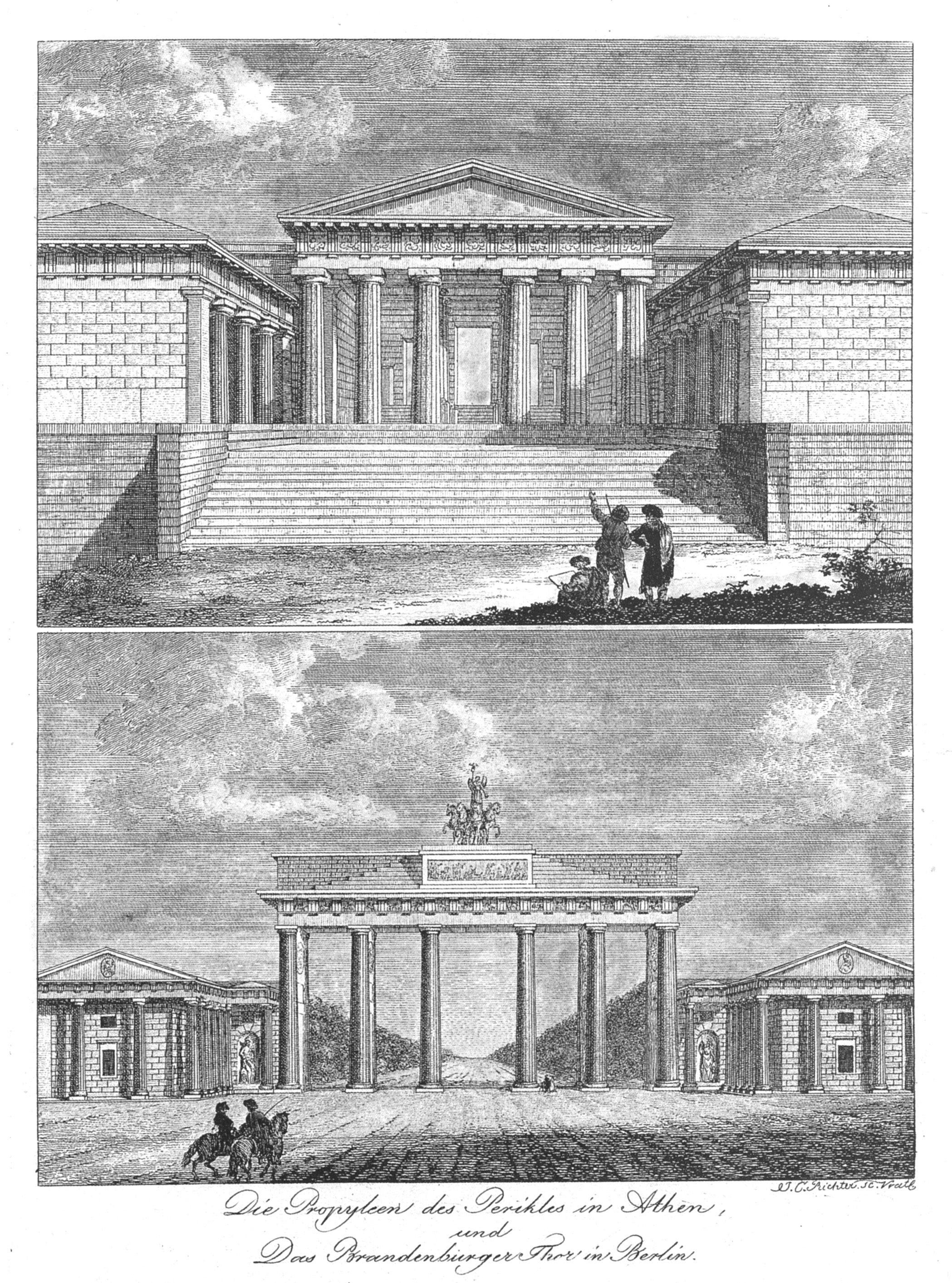
Пропилеи в Афинах и Бранденбургские ворота в Берлине. Гравюра И. А. Рихтера. Около 1850 г.

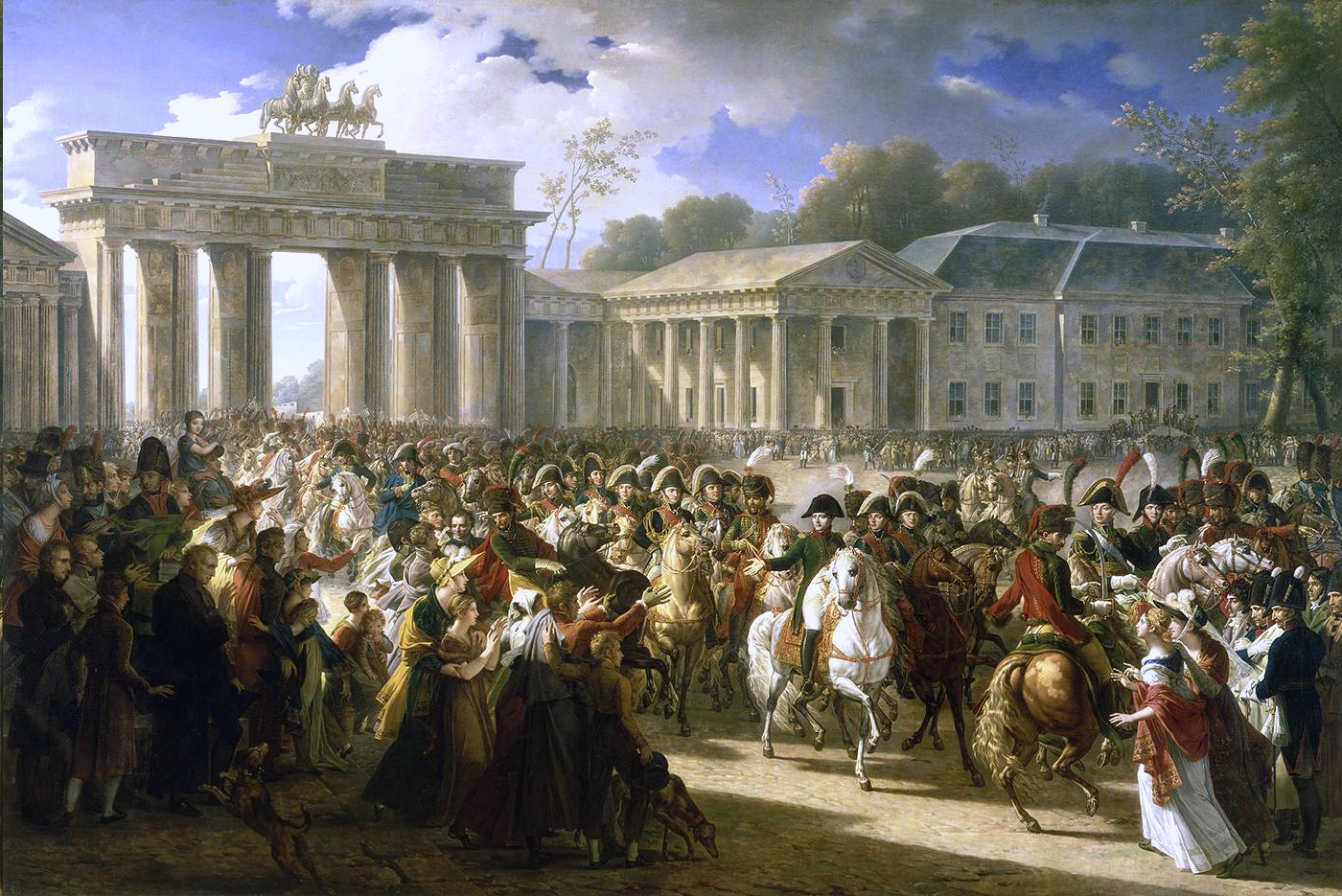
Торжественное вступление Наполеона в Берлин 27 октября 1806 года. Картина Ш. Менье. 1810

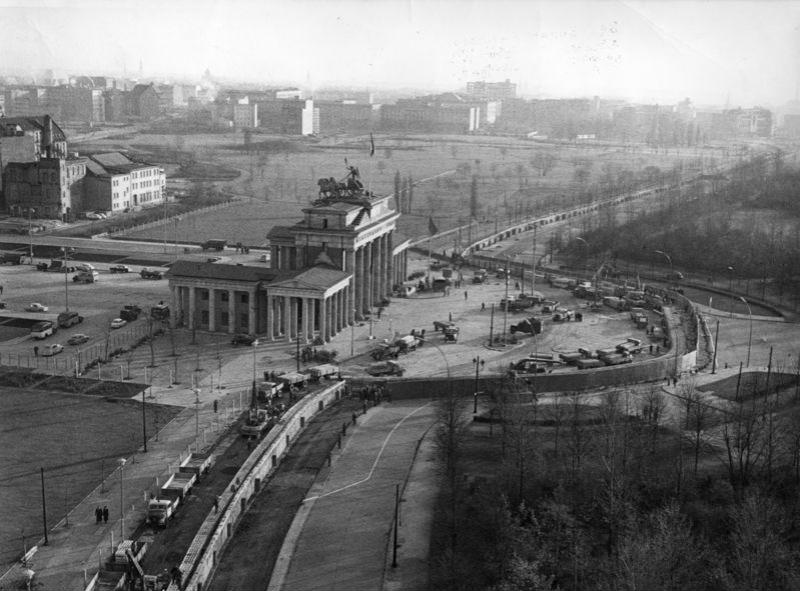
Бранденбургские ворота и строительство Берлинской стены. 1961 год

Бранденбургские ворота построены по проекту архитектора Карла Готтгарда Лангганса по распоряжению прусского короля Фридриха Вильгельма II в 1789—1791 годах. «Ворота мира» были задуманы в качестве отражения в архитектурных формах событий внутренней и внешней политики короля Пруссии, «усмирившего Нидерланды». Посредством этого сооружения, основанного на ассоциации с Пропилеями Акрополя в Афинах, Фридрих Вильгельм II сравнивал себя с древнегреческим стратегом Периклом и представил себя правителем, который принесёт Пруссии «золотой век». Поэтому вначале предлагалось на фасаде ворот укрепить бронзовую надпись: «Federigo». Название «Ворота мира», архитектурная идея, апеллирующая к Афинам времён Перикла, и первый эскиз сооружения принадлежат королю. Архитектор Лангханс не был в Греции, поэтому он использовал гравюры по рисункам Жюльена-Давида Ле Роя, а также Джеймса Стюарта и Николаса Реветта.
«Ворота мира» (Friedenstor) являются одной из первых построек, знаменующих начало классицистического стиля, основанного на имперской прусской идеологии и получившего позднее, после проектов архитектора Карла Фридриха Шинкеля и его школы в Берлине, наименование прусского эллинизма. 
Название «ворота» условно, поскольку с точки зрения архитектурной композиции сооружение представляет собой Пропилеи (архитектурно оформленный вход), прототипом которых являются древнегреческие сооружения: колоннады с горизонтальным, так называемым архитравным перекрытием, классический образец которых дан в Пропилеях Афинского Акрополя.
Колонный портик и боковые павильоны оформлены в дорическом ордере; колонны имеют каннелюры и дорический фриз с триглифами и метопами. Шесть рядов колонн и соединяющих их в глубину стен образуют пять проходов, из которых средний самый широкий.
Высота сооружения составляет 20,3 метра, вершина квадриги на аттике достигает высоты около 26 метров. Ширина ворот 62,5, глубина 11 метров. Колонны имеют высоту 13,5 метра и диаметр основания 1,73 метра. Центральный проход имеет ширину 5,65 м, остальные — 3,80 м. По обеим сторонам ворот изначально находились короткие стены с нишами для скульптур Марса и Минервы, которые примыкали к воротам справа и слева (со стороны Парижской площади). Позднее архитектура боковых крыльев была изменена.
Фасад сооружения вначале был выкрашен в белый цвет, позднее его сменила «песочная» окраска. Скульптуру и аллегорические рельефы выполняли многие скульпторы под руководством Иоганна Готфрида Шадова. Колесницу с квадригой коней, управляемой древнеримской богиней победы Викторией, — главное украшение Бранденбургских ворот, король и архитектор предусмотрели ещё в первых эскизах. Предполагается, что образцом этой идеи послужил Мавзолей в Галикарнасе — одно из семи чудес света. Колесница Победы обращена на восток и изображает «вхождение мира в Берлин». Вначале предполагалась вызолоченная скульптурная группа, но Сенат Академии искусств, поддержанный королём, в 1793 году рекомендовал не золотить квадригу.
Вначале знак победы Виктории «состоял из шлема, прикреплённого к копью, доспехов и двух щитов». Однако после победы над Наполеоном в 1814 году он был изменён согласно проекту архитектора Карла Фридриха Шинкеля. Копьё Виктории теперь венчал дубовый венок, опоясавший железный крест, на котором восседал коронованный прусский орёл с распростёртыми крыльями.

## Новейшая история
После победы французской армии над войсками Четвёртой коалиции и торжественного вступления в Берлин 27 октября 1806 года, Наполеон Бонапарт приказал демонтировать колесницу и перевезти её в Париж. После окончательной победы над Наполеоном богиня Виктория вернулась в Берлин и «получила Железный крест», созданный Карлом Фридрихом Шинкелем.
Окончание Франко-прусской войны 1870—1871 годов и основание Германской империи были отмечены 16 июня 1871 года пышным парадом победы: войска проходили через Бранденбургские ворота до Люстгартена.
После Ноябрьской революции, отречения кайзера Вильгельма II 9 ноября 1918 года и последующего разгрома восстания через пропилеи маршировали прусские гвардейцы. Перед Бранденбургскими воротами происходит действие раннего рассказа Набокова «Благость» (1924).
30 января 1933 года национал-социалисты отпраздновали «взятие власти» факельным шествием через Бранденбургские ворота. В планах Адольфа Гитлера по преобразованию Берлина в «мировую столицу» Бранденбургским воротам, располагавшимся на оси восток-запад, придавалось особое значение. Семикилометровый участок между Бранденбургскими воротами и Адольф-Гитлер-Платц (ныне: Теодор-Хойс-Платц) в 1939 году был значительно расширен.
Во время Второй мировой войны Бранденбургские ворота сильно пострадали, но уцелели. Квадрига Виктории была в значительной степени разрушена. С 1945 по 1957 год на квадриге развевался флаг СССР, который затем был заменён на флаг ГДР. После объединения Германии (1989) флаг с ворот убрали.
В 1956 году ворота были восстановлены (квадрига — два года спустя), а 13 августа 1961 года проход через ворота преградила стена. Ворота находились на территории Восточного Берлина (стена в этом месте как бы «вдавалась» в территорию Западного Берлина), и граждане из Западного Берлина попасть к самим воротам не могли. Но и обычные жители Восточного Берлина не имели доступ к воротам, так как они были отгорожены от Восточной части «мини-стеной».
Благодаря политическим переменам в Европе через двадцать восемь лет после возведения стены Бранденбургские ворота были вновь открыты 22 декабря 1989 года. Более ста тысяч человек участвовали в разрушении стены и приветствовали объединение Германии. В августе 1991 года отреставрированная скульптурная группа Виктории вновь заняла своё место. Бранденбургские ворота были отремонтированы Берлинским фондом защиты памятников после длительного периода забвения и были вновь торжественно открыты 3 октября 2002 года.
17 сентября 2023 года активисты движения «Последнее поколение» облили ворота оранжевой краской. По предварительным оценкам, очистка ворот обойдётся в 35 тысяч евро. 

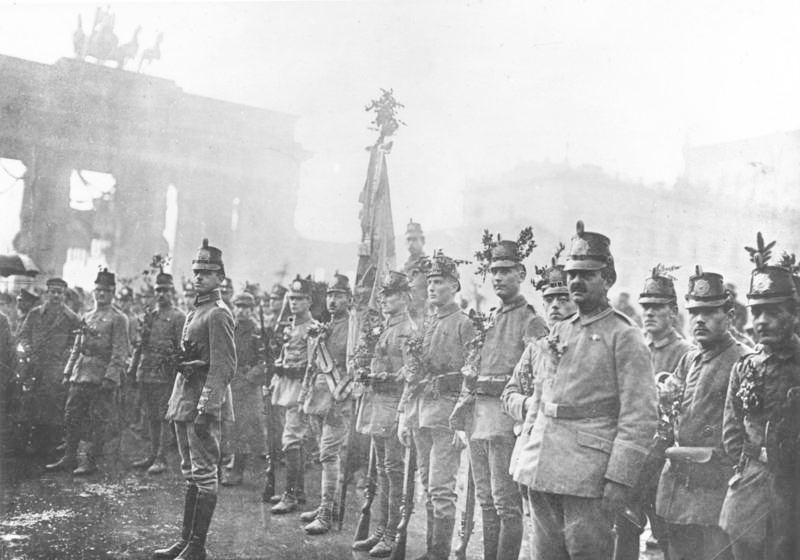
Возвращение войск с фронта. Декабрь 1918 года
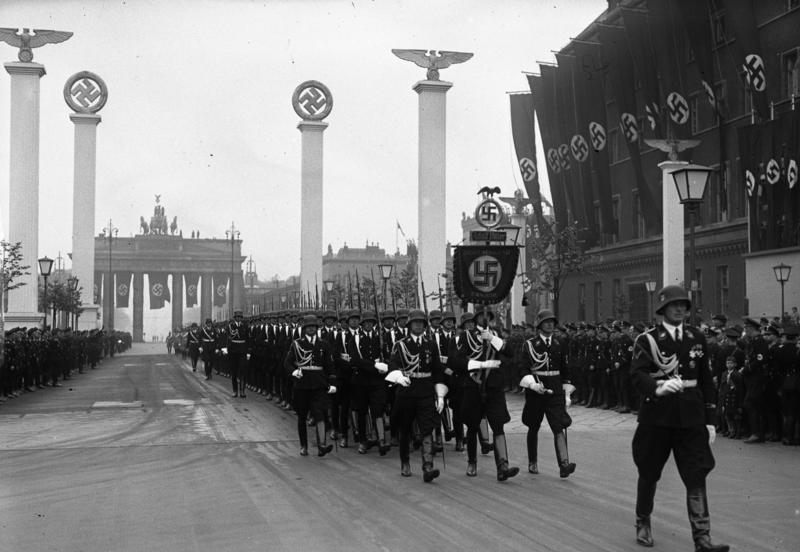
Парад к 50-летию Адольфа Гитлера. Апрель 1939 года
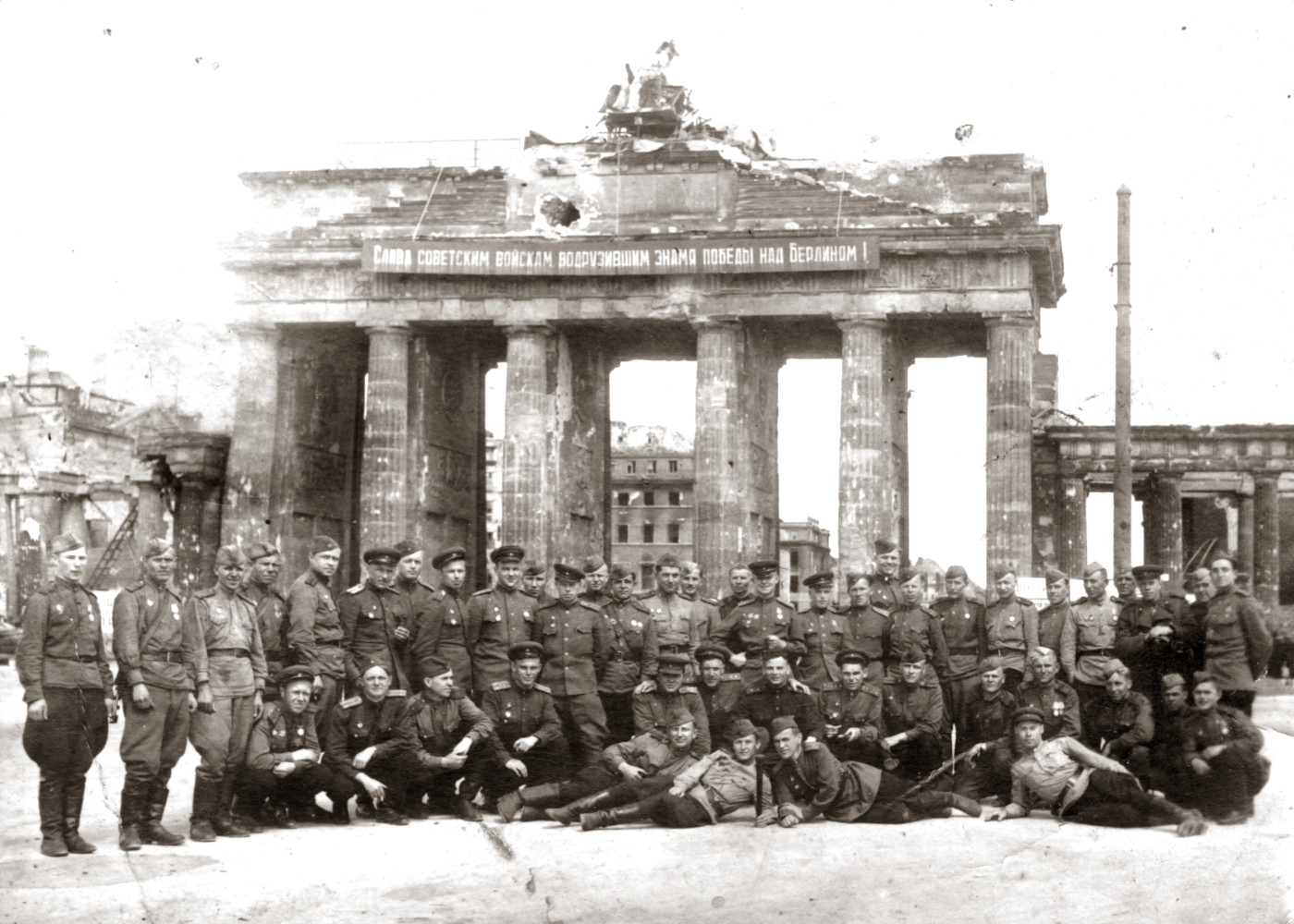
Вид Бранденбургских ворот в мае 1945 года
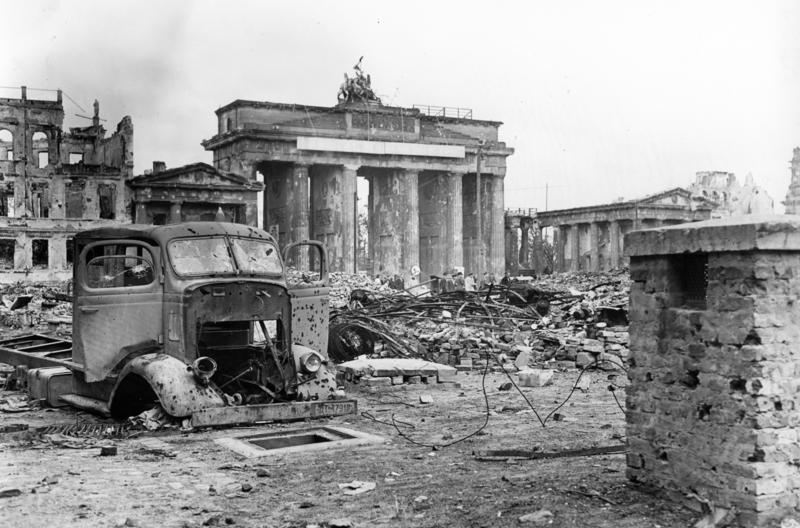
Вид Бранденбургских ворот после капитуляции Германии. Июнь 1945 года
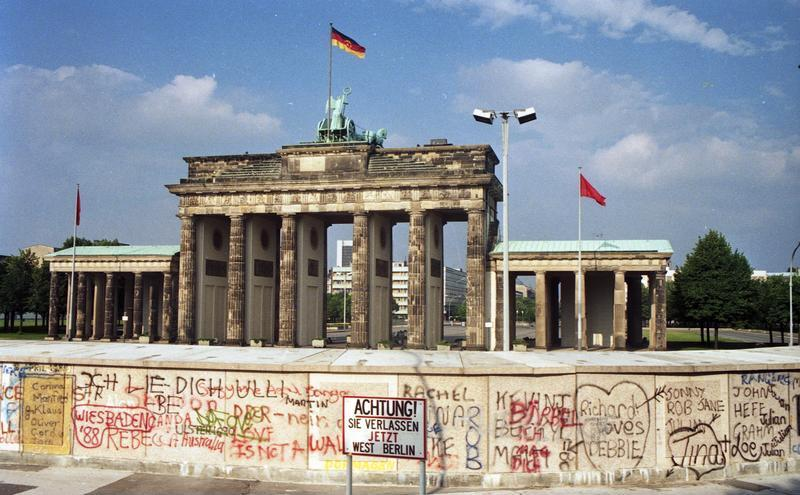
Бранденбургские ворота и Берлинская стена. Июнь 1988 года
Бранденбургские ворота в наше время. Вид с востока
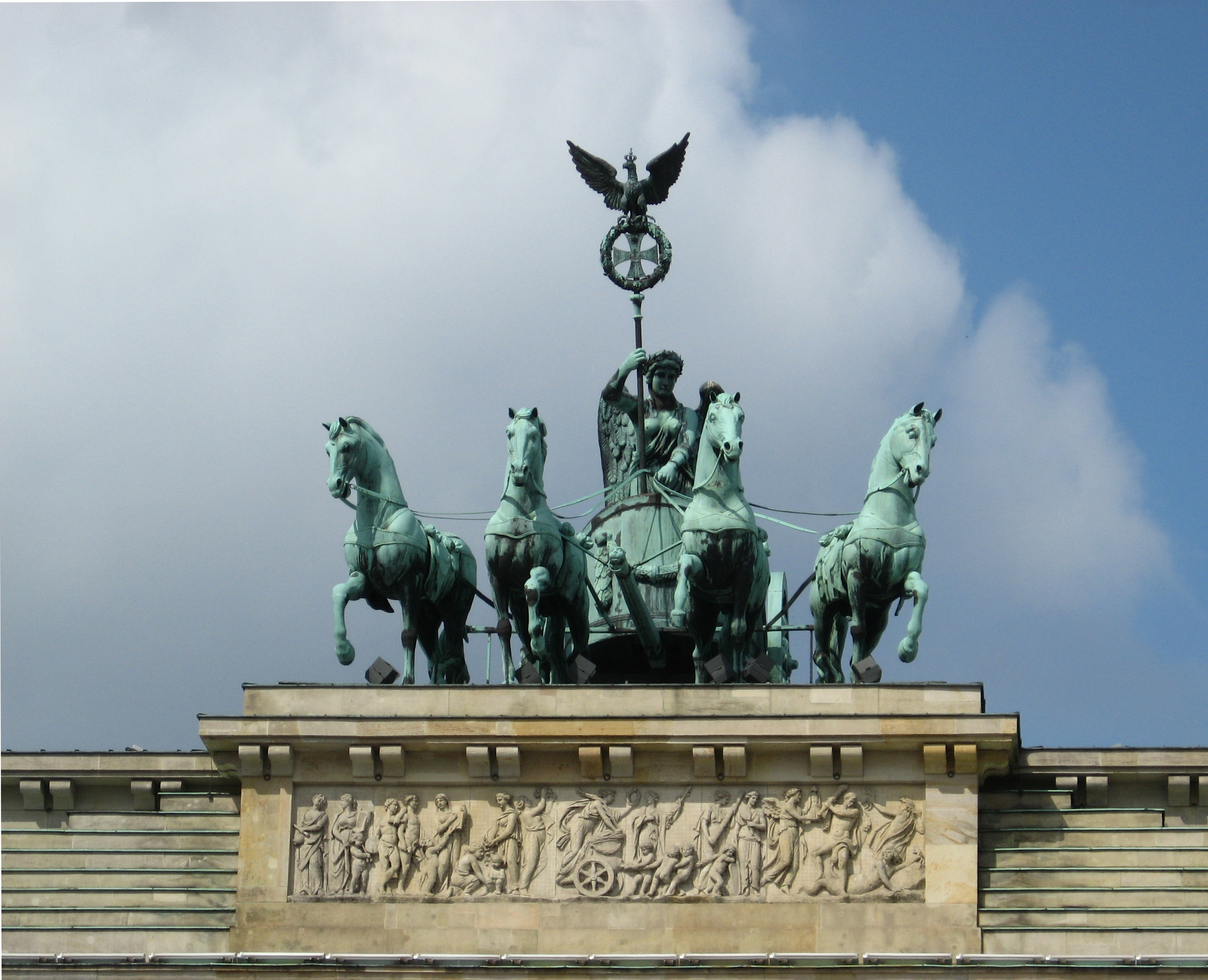
Квадрига Бранденбургских ворот
Бранденбургские ворота. Вид закрывает БМП-1 6-й отдельной гвардейской мотострелковой бригады 1982